# Projekt Almanach: Witajcie we wczoraj
Projekt Almanach: Witajcie we wczoraj – amerykański dreszczowiec sci-fi  z 2015 roku w reżyserii Deana Israelite’a.

## Opis fabuły
David marzy o studiach, lecz nie stać go na czesne. Razem z siostrą i przyjaciółmi znajduje projekt wehikułu czasu autorstwa jego zmarłego ojca. Nastolatki chcą zbudować maszynę i wykorzystać ją do wzbogacenia się. Dopiero po czasie orientują się, że zmieniając przeszłość, zagrażają teraźniejszości.

## Obsada
| Aktor              | Rola             |
| ------------------ | ---------------- |
| Jonny Weston       | David Raskin     |
| Sofia Black-D’Elia | Jessie Pierce    |
| Sam Lerner         | Quinn Goldberg   |
| Allen Evangelista  | Adam Lee         |
| Virginia Gardner   | Christina Raskin |
| Amy Landecker      | Kathy Raskin     |
| Gary Weeks         | Ben Raskin       |
| Michelle DeFraites | Sarah Nathan     |
| Patrick Johnson    | Todd             |
| Gary Grubbs        | dr Lu            |
| Katie Garfield     | Liv              |

## Odbiór

### Box office
Budżet filmu jest szacowany na 12 milionów dolarów. W Stanach Zjednoczonych i Kanadzie film zarobił ponad 22 mln USD. W innych krajach przychody wyniosły blisko 11 mln, a łączny przychód z biletów blisko 33 miliony dolarów.

### Krytyka w mediach
Film spotkał się z mieszaną reakcją krytyków. W serwisie Rotten Tomatoes 36% z 98 recenzji jest pozytywne, a średnia ocen wyniosła 4,80/10. Na portalu Metacritic średnia ocen z 25 recenzji wyniosła 47 punktów na 100.